# 차범석희곡상
차범석희곡상은 대한민국의 극작가이자 연극연출가인 故차범석 선생의 연극 정신을 기억하고 고인의 업적을 계승, 발전시키기 위해 제정한 희곡상이다. 2006년 12월 18일 차범석연극재단의 출범과 함께 만들어져 이듬해부터 매년 11월 수상자를 발표한다. 차범석연극재단(이사장 차혜영)과 조선일보사가 공동 주관하며, 응모작과 한 해 동안 공연된 창작극을 포괄해 심사한다. 당선자에게는 상금 3천만 원과 트로피를 수여한다. 응모작이 당선될 경우 공연 제작 단체를 선정해 창작 지원금 2천만 원도 추가 지원한다. 동랑희곡상과 함께 희곡 분야에서 가장 권위 있는 상으로 꼽힌다.

## 부문
- 장막 희곡

- 뮤지컬 극본

## 역대 수상자
| 회(수상연도)   | 장막 희곡 부문                        | 뮤지컬 극본 부문                 |
| -------------- | ------------------------------------- | -------------------------------- |
| 제1회(2007년)  | 김명화 <침향(沈香)>                   | 당선자 없음                      |
| 제2회(2008년)  | 당선자 없음                           | 안현정 <드림 가이(Dream Guy)>    |
| 제3회(2009년)  | 정경진 <푸르른 날에>                  | 당선자 없음                      |
| 제4회(2010년)  | 당선자 없음                           | 당선자 없음                      |
| 제5회(2011년)  | 김수미 <잔치>                         | 당선자 없음                      |
| 제6회(2012년)  | 김광탁 <아버지와 나와 홍매와>         | 당선자 없음                      |
| 제7회(2013년)  | 손기호 <사랑을 묻다>                  | 장유정 <그날들>                  |
| 제8회(2014년)  | 배삼식 <먼 데서 오는 여자>            | 고선웅 <변강쇠 점 찍고 옹녀>     |
| 제9회(2015년)  | 장우재 <햇빛샤워>                     | 당선자 없음                      |
| 제10회(2016년) | 김은성 <썬샤인의 전사들>              | 당선자 없음                      |
| 제11회(2017년) | 고연옥 <손님들>                       | 한아름 <영웅>                    |
| 제12회(2018년) | 당선자 없음                           | 당선자 없음                      |
| 제13회(2019년) | 당선자 없음                           | 박해림 <나와 나타샤와 흰 당나귀> |
| 제14회(2020년) | 동이향 <간과 강-인어가 진화하는 동안> | 당선자 없음                      |
| 제15회(2021년) | 당선자 없음                           | 한정석 <레드북>                  |
| 제16회(2022년) | 김민정 <산을 옮기는 사람들>           | 당선자 없음                      |

## 같이 보기
- 차범석
- 차범석연극재단